# بوبلیتسا
بوبلیتسا (به صربی: Bublica) یک روستا در صربستان است که در پروکوپلیه واقع شده‌است. بوبلیتسا ۲۰۲ نفر جمعیت دارد.